# G album -24/7-
《G album -24/7-》은 KinKi Kids의 7번째 앨범이다. 2003년 10월 22일 발매. 최고순위는 1위이다. 이 앨범에서 처음으로 부제가 붙기 시작했으며 부제인 '24/7'는 24 Hours(24시간) 7 Days(7일=1주)로 "항상, 언제까지나'라는 뜻과 본 앨범 발매당시 두 사람의 나이를 뜻하기도 한다.

## 수록곡
1. Bonnie Butterfly
작사・작곡: 井手コウジ(이데 코우지)　편곡: 米光亮(요네미츠 아키라)/井手コウジ(이데 코우지)
2. 永遠のBLOODS (G-mix)
작사: 浅田信一(아사다 신이치)　작곡: 堂島孝平(도지마 코헤이)　편곡: ha-j
KinKi Kids의 16번째 싱글. 싱글과는 다른 어레인지이다
3. Destination
작사・작곡: Gajin　편곡: DANCE☆MAN
4. 世界中のみんなで…。
작사・작곡:周水　편곡: Fredrik Hult/Ola Larsson
5. 黒い朝・白い夜
작사・작곡: 堂島孝平(도지마 코헤이)　편곡: 知野芳彦(치노 요시히코)
도모토 쯔요시 솔로곡
6. 消えない悲しみ 消せない記憶
작사・작곡: 堂本光一(도모토 코이치)　편곡: 佐藤泰将(사토 야스마사)
도모토 코이치 솔로곡
7. 薄荷キャンディー
작사: 松本隆(마츠모토 다카시)　작곡・편곡: Fredrik Hult/Ola Larsson/Öystein Grindheim/Henning Harturng
KinKi Kids의 18번째 싱글
도모토 쯔요시 주연 「元カレ(모토카레=옛남자친구)」(2003년) 주제곡
8. Another Christmas
작사: 久保田洋司(쿠보타 나다츠카사)　작곡:Larry Forsberg/Sven-Inge Sjoberg/Lennart Wasttesson　편곡: ha-j
9. Virtual Reality
작사: double S　작곡・편곡: 松本良喜(마츠모토 료키)
도모토 코이치 솔로곡
10. ORANGE
작사・작곡: 堂本剛(도모토 쯔요시)　편곡: 吉田建(요시다 켄)
도모토 쯔요시 솔로곡
11. 停電の夜には -On the night of a blackout-
작사: 秋元康(아키모토 야스시)　작곡: Mats MP Persson/Christer schill　편곡: Mats MP Persson
12. どらごん・ろ～ど
작사: Satomi　작곡・편곡: 松本良喜(마츠모토 료키)
13. 心に夢を君には愛を
작사: Satomi　작곡・편곡: 松本良喜(마츠모토 료키)
KinKi Kids의 17번째 싱글